# Бабушкин, Василий Фёдорович
Васи́лий Фёдорович Ба́бушкин (24 декабря 1877 [5 января 1878], дер. Заструги, Старотрыкская волость, Малмыжский уезд, Вятская губерния, Российская империя — 14 октября 1924, дер. Заструги, Старотрыкская волость, Малмыжский уезд, Вятская губерния, РСФСР, СССР) — русский силач-борец, участник Русско-японской войны, полный кавалер солдатских Георгиевских крестов.

## Биография
Родился 24 декабря 1877 (5 января 1878) года в крестьянской семье деревни Заструги Старотрыкской волости Малмыжского уезда Вятской губернии (ныне Вятскополянский район, пригород г. Сосновки). C самого детства отличался богатырским здоровьем, начав в двенадцать лет работать на разгрузке барж на Каме. С пятнадцати лет ходил плотогоном по Вятке, Каме и Волге.

Бабушкин в борцовской форме

В 1900 году Бабушкин был призван на воинскую службу, которую проходил матросом на крейсере «Баян» 1-й Тихоокеанской эскадры. Во время русско-японской войны принимал участие в обороне Порт-Артура, был ранен (получил сразу восемнадцать осколочных ран) и попал в японский плен, находясь в госпитале. Простой матрос, малограмотный вятский парень был награждён знаком отличия Военного ордена Георгиевскими крестами всех 4-х степеней.
Японцы освободили его из плена, признав инвалидом. Когда Бабушкин остановился в Сингапуре по пути на родину, то российский консул в Сингапуре попросил его тайно доставить важное сообщение адмиралу Н. Небогатову, командиру проходившего мимо Сингапура 3-го броненосного отряда 2-й эскадры Тихого океана. Бабушкин выполнил поручение и попросил разрешения остаться на броненосце «Император Николай I». После Цусимского сражения Бабушкин вторично попал в японский плен. Когда война закончилась, то после лечения в петербургском военном госпитале он вернулся на родину.
Отдохнув и восстановившись, Василий Бабушкин решил заняться цирковым искусством, обладая для этого незаурядной силой и комплекцией. Гастролировал по Вятскому краю, Поволжью и Уралу, получив за свои выступления прозвище «Второй Поддубный».
14 октября 1924 года был убит подростком, которого подкупили борцы-конкуренты (по другой версии, его убил грабитель). Был похоронен в городе Вятские Поляны на старом кладбище. На его могиле в 1969 году районным отделением Всероссийского общества охраны памятников установлен надгробный обелиск с якорем и бескозыркой крейсера «Баян» (автор Виталий Алексеенко).

## Память
- Боевые подвиги Бабушкина описаны в трилогии А. Степанова «Порт-Артур», в повести А. И. Сорокина «Героическая оборона Порт-Артура» и в историческом романе-эпопее А. Новикова-Прибоя «Цусима»[2].
- К 130-летию со дня рождения русского силача издана книга: Русский богатырь — Бабушкин Василий Федорович» (автор — Галина Михайловна Дулова).
- В 135-летие В. Ф. Бабушкина в Вятских Полянах были организованы мероприятия, посвященное памяти героя[3].
- В Вятскополянском историческом музее находится бюст В. Ф. Бабушкина, а в городе Сосновка Вятскополянского района в его честь названа улица[4].